# Elezioni europee del 1984 in Grecia
Le elezioni europee del 1984 in Grecia si sono tenute il 17 giugno.

## Risultati
| Liste  | Liste                                         | Gruppo | Voti      | %     | Seggi |
| ------ | --------------------------------------------- | ------ | --------- | ----- | ----- |
|        | Movimento Socialista Panellenico              | SOC    | 2.477.445 | 41,59 | 10    |
|        | Nuova Democrazia                              | PPE    | 2.266.088 | 38,04 | 9     |
|        | Partito Comunista di Grecia                   | COM    | 693.466   | 11,64 | 3     |
|        | Partito Comunista di Grecia dell'Interno      | COM    | 203.671   | 3,42  | 1     |
|        | Unione Politica Nazionale                     | GDE    | 136.623   | 2,29  | 1     |
|        | Partito del Socialismo Democratico            | -      | 47.400    | 0,80  | -     |
|        | Democrazia Cristiana                          | -      | 26.731    | 0,45  | -     |
|        | Partito dei Liberali                          | -      | 20.910    | 0,35  | -     |
|        | Movimento Comunista Rivoluzionario di Grecia  | -      | 17.752    | 0,30  | -     |
|        | Unione del Centro Democratico                 | -      | 16.865    | 0,28  | -     |
|        | Partito Socialista Combattente                | -      | 10.311    | 0,17  | -     |
|        | Partito dei Progressisti                      | -      | 10.136    | 0,17  | -     |
|        | Liberi                                        | -      | 8.875     | 0,15  | -     |
|        | Partito Socialista Unificato di Grecia        | -      | 8.321     | 0,14  | -     |
|        | Unione Internazionale del Lavoro - Trotskisti | -      | 6.382     | 0,11  | -     |
|        | Movimento Nazionalista Unito                  | -      | 5.612     | 0,09  | -     |
| Totale | Totale                                        | Totale | 5.956.588 |       | 24    |